# Renato Tartarotti
Renato Tartarotti (Mantova, 26 gennaio 1916 – Bologna, 2 ottobre 1945) è stato un militare e poliziotto italiano.
Nella fase finale della seconda guerra mondiale fu a capo di un reparto speciale di polizia della Repubblica Sociale Italiana, chiamato Compagnia Autonoma Speciale, che fu attivo a Bologna nel 1944 macchiandosi di numerosi crimini, contro i partigiani catturati, gli oppositori politici ma anche cittadini comuni, come torture e omicidi.

## Biografia
Abbandonò le scuole elementari per iniziare a lavorare come venditore ambulante di frutta.
Nel 1934 Tartarotti s'iscrisse al corso allievi sottufficiali di Bologna. Venne quindi promosso al grado di sergente e, l'anno successivo, si arruolò come volontario nella divisione granatieri-mitraglieri "Savoia" inviata in Africa Orientale dove partecipò alla guerra d'Etiopia.
Tornato a Bologna, lavorò come rappresentante per un'azienda sino al 1939. Fu poi assunto come archivista al Sottosegretariato per le Fabbricazioni di Guerra da dove poi fu licenziato per irregolarità.
Nel 1942 venne richiamato alle armi con il grado di sergente maggiore ed inviato in Croazia e Slovenia. Dopo l'8 settembre 1943, Tartarotti tornò a Bologna e s'iscrisse al neonato Partito Fascista Repubblicano. Subito dopo si arruolò nella polizia federale e poi in quella ausiliaria. Posto agli ordini del capitano Cesare Simula, venne posto in servizio di vigilanza davanti all'Hotel Baglioni, dimora degli alti comandi della Wehrmacht e le massime gerarchie del PFR e dell'Esercito Nazionale Repubblicano. Ben presto venne notato dal questore di Bologna Giovanni Tebaldi, che lo nominò sua guardia del corpo e tuttofare.
Il nome di Tartarotti balzò alle cronache bolognesi in occasione della rappresaglia fascista seguita all'omicidio del federale Eugenio Facchini il 26 gennaio 1944. Dietro suggerimento di Alessandro Pavolini, le autorità repubblichine bolognesi avevano deciso di adottare il sistema nazista di vendetta e quindi di assassinare dieci prigionieri per ogni nazifascista ucciso. Di conseguenza, il giorno seguente vennero prelevati dalle carceri di San Giovanni in Monte e di Imola otto detenuti politici da fucilare al Poligono di Tiro di via Agucchi (ai restanti due la pena era stata commutata in 30 anni di reclusione). A comandare il plotone d'esecuzione sarebbe stato proprio Tartarotti.
Durante il tragitto verso il Poligono però uno dei condannati non solo riuscì a liberarsi, ma, dopo avergli sfilato la pistola, ferì Tartarotti ad una coscia. Altri tre prigionieri, tra i quali il giornalista del Resto del Carlino Ezio Cesarini, riuscirono in un primo momento a fuggire, salvo poi essere feriti e arrendersi. Gli otto uomini verranno quindi fucilati. Per il ferimento Tartarotti venne promosso dal questore Tebaldi a sottotenente.
Rientrato in servizio dopo un mese d'ospedale, Tartarotti fu inviato, a fine marzo del 1944, a Sassuolo per prender parte a un corso di addestramento. Sarà proprio in quest'occasione che avrebbe conosciuto molti di quelli che nei mesi successivi sarebbero diventati i suoi militi più fidati. Ritornato nel capoluogo emiliano, iniziò a condurre una spietata repressione, caratterizzata dal sistematico ricorso alla tortura e alle esecuzioni sommarie, nei confronti della Resistenza bolognese, come in occasione dell'esecuzione di 6 partigiani (tra cui Francesca Edera De Giovanni), fucilati lungo il muro del cimitero della Certosa il 1º aprile 1944.
Nell'aprile 1944 venne inviato dal questore Tebaldi, con un reparto di circa 60 agenti tra ausiliari ed effettivi, in provincia di Arezzo per supportare le formazioni repubblichine presenti in loco. In Toscana, Tartarotti e i suoi uomini operarono nell'area compresa attorno a San Giovanni Valdarno. Qui, su ordine del capo della provincia Bruno Rao Torres, comandò il plotone che fucilò tre partigiani.
L'operato del poliziotto mantovano trovò il sostegno del questore Tebaldi che nel giro di pochi mesi, lo promosse per «meriti eccezionali» dapprima a tenente, poi a capitano e successivamente comandante con pieni poteri, di un reparto autonomo della polizia ausiliaria chiamato Compagnia Autonoma Speciale (C.A.S.).
Sorta nel giugno 1944, la CAS ufficialmente non era inquadrata nei reparti di Pubblica Sicurezza ed era posta alle dirette dipendenze del questore. Forte di una sessantina di uomini, tra i quali figuravano i fratelli Alberto e Paolo Gamberini, Dino Curti, Pierino Rigon, Alessandro Molmenti, Gino Fossa, Dante Ferretti, Aldo Ceci, Giovanni Panico, Giannino Vecchi, Pasquale Fornelli, Renzo Bedeschi ai quali furono aggiunti per volontà del federale Pietro Torri i tenenti Michele Tossani e Claudio Revelli. La Compagnia di Tartarotti fissò il suo quartier generale proprio nella residenza di Tebaldi, a Villa Camponati in via Siepelunga 67. Questa villa, per le torture e le sevizie subite da coloro che vi venivano condotti, nei mesi successivi diventerà la Villa Triste bolognese. Nell'estate 1944 la CAS lanciò una nuova ondata di azioni in chiave antipartigiana rastrellamenti, arresti e omicidi a Bologna e provincia. La brutalità dell'operato degli uomini della CAS, pensate proprio per terrorizzare la popolazione civile e far terra bruciata attorno alla Resistenza, sconvolsero i bolognesi. Villa Camponati divenne infatti sede di interrogatori dove la tortura era la prassi, mentre luoghi centrali della città, come piazza del Nettuno (ribattezzata da Tartarotti "luogo di ristoro del partigiano") divennero sedi di esecuzioni sommarie con i corpi delle vittime lasciati sul posto o appesi a ganci per macellai per giorni come monito.
Fu grazie anche al rivenimento di alcuni cadaveri martoriati di partigiani, come quello della staffetta Irma Bandiera o quello di Stelio Polischi (impiccato nella centralissima via Venezian), che l'opione pubblica bolognese venne a conoscenza delle disumane sevizie perpetrate da Tartarotti e dai suoi sottoposti verso chiunque fosse sospettato di appartenere alla Resistenza. A villa Camponati infatti i detenuti erano colpiti (in alcuni casi fino alla morte) con pugni, cinghiate, bastonate e sprangate in tutto il corpo. In alcuni casi, come appunto quelli della Bandiera e di Polischi emerse come le vittime, mentre erano ancora in vita, fossero state accecate mediante punzecchiature con spilli agli occhi.
Accanto alle violenze e agli omicidi legati alla repressione antipartigiana, Tartarotti, che aveva garantito da Tebaldi "diritto di bottino" verso chiunque fosse sospettato di legami con la Resistenza, si macchiò anche di rapine, estorsioni, furti e requisizioni arbitrarie verso la popolazione civile. Il 30 luglio 1944, con il pretesto di stroncare un contrabbando di oro, l'ufficiale e i suoi uomini arrestarono il tabaccaio Remo Ruggi e suo cognato nonostante nonostante non fosse stata trovata alcuna prova. Condotti nella sede della Compagnia in via Siepelunga, i due uomini furono pestati e torturati. Il giorno seguente Ruggi morì per le violenze subite. Per coprire quanto successo Tebaldi fece stilare un rapporto falso che addebitava a terzi la responsabilità della morte di Ruggi. Il figlio di quest'ultimo, ufficiale della Xª MAS, smascherò la montatura di Tebaldi che si vide costretto a scendere ad accordi per evitare ripercussioni.
Il 15 settembre 1944 il questore Tebaldi venne trasferito a Trieste e sostituito da Marcello Fabiani. Tartarotti, che non aveva buoni rapporti con il nuovo questore decise di lasciare Bologna e seguire il suo ex-capo a nel capoluogo giuliano.
Nei primi mesi del 1945, assieme ai suoi uomini della Compagnia Autonoma Speciale, era d'istanza a Vobarno, in provincia di Brescia. A seguito di una denuncia presentata da Tebaldi per alcune estorsioni e rapine perpetrate dalla CAS, Tartarotti fu arrestato con i suoi uomini e rinchiuso nel carcere di Brescia, dove però evase. Il 16 maggio fu catturato dai gappisti della 135^ Brigata Garibaldi in val Trompia e ricondotto in prigione a Brescia assieme ad una quindicina di fascisti bolognesi ricercati per reati gravissimi. Una volta notificato il suo arresto venne allertata la Questura di Bologna che inviò alcuni agenti per riportarlo nel capoluogo emiliano e farlo processare dalla Corte d'Assise Straordinaria (CAS).
Tartarotti giunse a Bologna la sera del 14 giugno. Davanti all'ingresso della Questura fu riconosciuto dalla madre di una delle sue vittime e colpito.
Il 3 luglio successivo, senza pubblico per timore di disordini, venne celebrato dalla CAS il processo a carico di Renato Tartarotti e di tre suoi complici (Alessandro Molmenti e i fratelli Alberto e Paolo Gamberini). Per permettere l'ascolto dell'udienza, venne attivato un collegamento radio diffuso nelle principali piazze della città mediante gli altoparlanti. Il processo ebbe momenti di forte emozione, specie quando sfilarono i parenti delle vittime che testimoniarono le torture subite dai loro cari per opera degli uomini di Tartarotti.
Il giorno successivo, una volta conclusi i testimoni e pronunciate le arringhe la corte, dopo due ore di camera di consiglio, accolse le richieste dell'accusa condannado Tartarotti alla pena di morte mediante fucilazione alla schiena. Anche Molmenti venne condannato alla sentenza capitale, mentre Alberto e Paolo Gamberini furono puniti rispettivamente con 30 anni di reclusione e 8 anni e 4 mesi di reclusione.
Il 6 agosto successivo la Suprema Corte di Cassazione respinse il ricorso presentato da Tartarotti.
Il 2 ottobre 1945, alle 6 del mattino, Tartarotti venne fucilato da un plotone d'esecuzione formato da 12 poliziotti presso il Poligono di Tiro di Bologna. Fu la prima ed ultima sentenza capitale eseguita a Bologna nel secondo dopoguerra.